# هربرت موران
هربرت موران (بالإنجليزية: Herbert Moran)‏ هو طبيب عسكري أسترالي، ولد في 26 أبريل 1885 في Rose Bay, New South Wales ‏ في أستراليا، وتوفي في 20 نوفمبر 1945 في كامبريدج في المملكة المتحدة.

## روابط خارجية
- هربرت موران عل موقع إسبنسكروم (الإنجليزية)
- هربرت موران على موقع أوليمبيديا (الإنجليزية)